# 마이클 라일리 버크
마이클 라일리 버크(영어: Michael Reilly Burke, 1964년 6월 27일 ~ )는 미국의 배우이다. 주로 드라마의 단역으로 출연하였다.

## 출연 작품
- 라스트 밀 (2018)
- 슬렌더 맨 (2018)
- 킬러 노블레스 클럽 (2018)
- 마이 올 아메리칸 (2015)
- 언더커버스 (2010)
- 콜렉터 (2009)
- 프로릭 (2007)
- 컴퍼니 맨 (2007)
- 프라이빗 프랙티스 (2007)
- 대통령의 죽음 (2006)
- 테드 번디 (2002)
- 옥토퍼스 2 (2001)
- 크리처 (1998)
- 러브 올웨이스 (1996)
- 버뮤다 삼각지 (1996)
- 화성 침공 (1996)
- 비버리힐즈의 아이들 (1990)
- 용행천하 (1989)